# Manteca
La manteca è un formaggio prodotto stagionalmente da materia grassa lattea e il siero residuo della caseificazione.

## Preparazione
Viene lavorato manualmente da latte vaccino intero. Di colore bianco, con la maggiore maturazione assume un colore tendente al giallo paglierino, ha la particolarità di essere composto da due parti; quella esterna fatta dalla stessa pasta filata della scamorza, quella interna è costituita da un cuore di burro. Esiste anche una variante con all'interno della crema di ricotta e panna.